# 사이먼 그레이슨
사이먼 니콜라스 그레이슨(영어: Simon Nicholas Grayson, 1969년 12월 16일 ~ )는 잉글랜드의 전 축구 선수이자 현재 감독이다.